# Бошинос
Бошинос или Босино (на гръцки: Καλαμώνας, Каламонас, катаревуса Καλαμών, Каламон, до 1927 година Μποσινός, Босинос) е село в Гърция, част от дем Доксат на област Източна Македония и Тракия.

## География
Селото се намира на 50 m надморска височина в Драмското поле на 18 km южно от град Драма.

## История

### В Османската империя
В началото на XX век Бошинос е малко село в Драмска каза на Османската империя. Според Васил Кънчов („Македония. Етнография и статистика“) в 1900 година Бошинос има 150 жители цигани.

### В Гърция
След Междусъюзническата война в 1913 година селото попада в Гърция. След Лозанския договор (1923), сложил край на Гръцко-турската война мюсюлманското население на Бошинос се изселва в Турция и на негово място са настанени гърци бежанци от Турция. В 1928 година Бошинос е чисто бежанско село с 68 бежански семейства и 257 души бежанци. В 1927 година е прекръстено на Каламонас, в превод тръстика. След пресушаването на Берекетли гьол и уголемяването на обработваемата земя, в селото са заселени още бежанци. В Каламонас се заселват и хора от Хрупища, Изглибе и Старичани, Костурско.
Църквата в селото е посветена на Въведение Богородично.
Селото е много богато. Населението произвежда памук, жито, фуражи и други земеделски култури, като се занимава и с краварство.
| Година    | 1913 | 1920 | 1928 | 1940 | 1951 | 1961 | 1971 | 1981 | 1991 | 2001 | 2011 | 2021 |
| --------- | ---- | ---- | ---- | ---- | ---- | ---- | ---- | ---- | ---- | ---- | ---- | ---- |
| Население |      | 96   | 386  | 756  | 906  | 1039 | 818  | 874  | 831  | 786  | 597  | 509  |